# William Willcocks

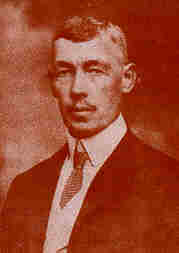
William Willcocks

Sir William Willcocks (* 27. September 1852 in Indien; † 28. Juli 1932 in Kairo) war ein britischer Bauingenieur. Er ist bekannt als Erbauer der ersten Assuan-Staumauer.

## Leben
Er schloss sein Bauingenieurstudium 1872 am Thomason College in Roorkee ab und arbeitete zuerst für die British Rail India. Ab 1883 arbeitete er als Generaldirektor für Speicherbecken für das ägyptische Ministerium für öffentliche Bauten. In dieser Position plante er 1896 den Bau der ersten Assuan-Staumauer und des Asyut-Stauwehres, die in den Jahren 1898 bis 1902 erstellt wurden.
In Anerkennung seiner Leistungen wurde er am 6. Dezember 1902 als Knight Commander des Order of St Michael and St George (KCMG) geadelt.

## Schriften
- William Willcocks, James Ireland Craig: Egyptian Irrigation. 3. Auflage. Spon, London / New York 1913; Band I: Textarchiv – Internet Archive / Band II: Textarchiv – Internet Archive